# Lippeaue (COE-027)
Das Naturschutzgebiet Lippeaue (COE-027) liegt auf dem Gebiet der Stadt Olfen im Kreis Coesfeld in Nordrhein-Westfalen. 
Das etwa 157,6 ha große Gebiet, das im Jahr 1992 unter Naturschutz gestellt wurde, erstreckt sich südwestlich der Kernstadt Olfen entlang der Lippe. Die B 235 kreuzt das Gebiet in Nord-Süd-Richtung. Südwestlich verlaufen der Wesel-Datteln-Kanal und die Landesstraße L 609, im östlichen Bereich verläuft der Dortmund-Ems-Kanal.